# Dipsas gracilis
Espèce
Synonymes
- Leptognathus gracilis Boulenger, 1902
- Leptognathus hammondii Boulenger, 1920
- Sibynomorphus macrostomus Amaral , 1925

Dipsas gracilis  est une espèce de serpents de la famille des Dipsadidae.

## Répartition
Cette espèce se rencontre en Équateur, en Colombie et au Pérou.

## Description
Dans sa description l'auteur indique que les deux mâles en sa possession mesurent environ 77 cm dont 24 cm pour la queue.

## Étymologie
Son nom d'espèce, du latin gracilis, « gracile, fin », lui a été donné en raison de la finesse de son corps.

## Publication originale
- Boulenger, 1902 : Descriptions of new Batrachians and Reptiles from North-western Ecuador. Annals and Magazine of Natural History, sér. 7, vol. 9, p. 51-57 (texte intégral).